# Drome Racers
Drome Racers est un jeu vidéo de course futuriste développé par Attention to Detail et Möbius Entertainment, sorti en 2002 sur PlayStation 2, Xbox, GameCube, Windows, Game Boy Advance.

## Accueil
- GameSpot : 5,1/10 (GC)[1] - 8,1/10 (GBA)[2]
- Jeux vidéo Magazine : 3/20 (PS2)[3]
- Jeuxvideo.com : 11/20 (PS2/GC)[4] - 12/20 (PC)[5]